# Saint-Julien-les-Rosiers
Saint-Julien-les-Rosiers é uma comuna francesa na região administrativa de Occitânia, no departamento de Gard. Estende-se por uma área de 14,01 km². Em 2010 a comuna tinha 3 428 habitantes (densidade: 244,7 hab./km²).